# Amade M’charek
Amade M'charek, née le 13 juin 1967 à Kasserine, est une anthropologue et universitaire tunisienne, professeure d'anthropologie à l'université d'Amsterdam. Elle mène des recherches sur la relation entre la science et la société, en particulier dans le domaine de la génétique et de la génétique médico-légale.

## Formation et recherches
Aouatef Amade M'charek naît en 1967 dans la ville tunisienne de Kasserine.
Elle obtient en décembre 2000 un doctorat en sciences sociales à l'université d'Amsterdam avec sa thèse intitulée Technologies of similarities and differences: on the interdependence of nature and technology in the Human Genome Diversity Project (en) (Technologies de similitudes et de différences : sur l'interdépendance de la nature et de la technologie dans le Projet sur la diversité du génome humain) avec comme directrice la professeure Selma Leydesdorff (nl).
Pour ses recherches ethnographiques dans la connaissance de la génétique, elle travaille dans le laboratoire de génétique du généticien criminalistique Pierre de Knijff et du spécialiste en génétique évolutionniste Svante Pääbo.
En 2004, M'charek est nommée professeure assistante à l'université d'Amsterdam. En 2005, elle fonde le master de science médico-légale à la faculté des sciences naturelles, des mathématiques et de l'informatique (FNWI). De 2010 à 2014, M'charek dirige le programme de recherche sur la santé, les soins et le corps au département d'anthropologie.
En 2014, elle participe au séminaire « Penser la diversité humaine : histoire, sciences et philosophie » à l'université Paris-Diderot.
En janvier 2015, elle est nommée professeure d'anthropologie à la faculté des sciences sociales et du comportement de l'université d'Amsterdam.

## Militantisme
Au cours des manifestations à la Maagdenhuis d'Amsterdam (nl) en 2015, que 300 élèves occupent en signe de protestation contre l'arrestation de 42 étudiants lors de l'évacuation de la Bungehuis (nl), M'charek choisit de se placer du côté des étudiants.
Elle a un rôle important dans la commission de démocratisation et de décentralisation de l'université. Les occupants de la Maagdenhuis ont, au cours de leurs actions, réclamé davantage de démocratie dans la gouvernance de l'université.

## Sélection de publications
- (en) Amade M'charek, The Human Genome Diversity Project : An Ethnography of Scientific Practice, Cambridge/New York, Cambridge University Press, coll. « Cambridge Studies in Society and the Life Sciences », 2005, 224 p. (ISBN 0-521-83222-5, OCLC 55600894).
- (en) Amade M'charek, « Race, time and folded objects: the HeLa error », Theory, Culture and Society, vol. 31, no 6,‎ 2014, p. 29-56 (ISSN 0263-2764, lire en ligne, consulté le 8 septembre 2017).
- (en) Amade M'charek, Katharina Schramm et David Skinner, « Technologies of belonging: the absent presence of race in Europe », Science, Technology and Human Values, vol. 39, no 4,‎ 2014, p. 459-467 (ISSN 0162-2439).
- (en) Amade M'charek, Katharina Schramm et David Skinner, « Topologies of race: doing territory, population and identity in Europe », Science, Technology and Human Values, vol. 39, no 4,‎ 2014, p. 468-487 (ISSN 0162-2439).
- (en) Martine de Rooij, Masae Kato, Amade M'charek et Tino Plümecke, « DNA in the City », Gen-ethischer Informationsdienst, no 223,‎ 2014, p. 33-35 (ISSN 0935-2481, lire en ligne, consulté le 8 septembre 2017).
- (nl) Martine de Rooij, Amade M'charek et Rogier van Reekum, « Tijdspraktijken: DNA en de on/onderbroken stad », Sociologie, vol. 10, nos 3-4,‎ 2014, p. 319-337.
- (nl) Irene van Oorschot, Amade M'charek, Jaron Harambam et Ruth Benschop, « Inleiding: Monsters in de sociologie. De wondere wereld van ANT », Sociologie, vol. 10, nos 3-4,‎ 2014, p. 226-241 (lire en ligne, consulté le 8 septembre 2017).
- (nl) Amade M'charek, Anja Meulenbelt et Renée Römkens, « De hoopvolle politiek van Conchita Wurst », dans Het F-boek: feminisme van nu in woord en beeld, Amsterdam, Atria, 2015 (ISBN 978-9-000-34502-1, lire en ligne), p. 47-51.
- (nl) Amade M'charek, Marija Davidović et Ashley Terlouw, « DNA-onderzoek en racialisering: van individuele verdachte tot verdachte populatie », dans Diversiteit en discriminatie: onderzoek naar processen van in- en uitsluiting, Amsterdam, Amsterdam University Press, 2015 (ISBN 978-9-089-64802-0), p. 49-66.
- (nl) Martine de Rooij et Amade M'charek, « Binnen no time in de middeleeuwen: over DNA-technologie in de archeologie », Sociologie Magazine, vol. 23, no 4,‎ 2015, p. 22-24 (ISSN 1877-8216).
- (en) Jeannette Pols, Amade M'charek, Marianne Boenink, Harro van Lente et Ellen Moors, « Responsible innovation: The case of Alzheimer diagnostics », dans Emerging technologies for diagnosing Alzheimer’s Disease: Innovating with care, Londres, Palgrave Macmillan, 2016 (ISBN 978-1-137-54097-3), p. 205-224.
- (nl) Annemieke ter Harmsel, Tine Molendijk, Carla van El, Amade M'charek, Maaike Kempes, Thomas Rinne et Toine Pieters, « Rapportages pro Justitia van het Nederlands Instituut voor Forensische Psychiatrie en Psychologie in retrospectief; toepassingen van genetische en neurowetenschappelijke inzichten, in 2000 en 2009 », Tijdschrift voor Psychiatrie, vol. 58, no 1,‎ 2016, p. 20-29 (ISSN 0303-7339, lire en ligne, consulté le 8 septembre 2017).
- (en) Victor Toom, Matthias Wienroth, Amade M'charek, Barbara Prainsack, Robin Williams, Troy Duster, Torsten Heinemann, Corinna Kruse, Corinna Kruse et Erin Murphy, « Approaching ethical, legal and social issues of emerging forensic DNA phenotyping (FDP) technologies comprehensively: Reply to ‘Forensic DNA phenotyping: Predicting human appearance from crime scene material for investigative purposes’ by Manfred Kayser », Forensic Science International. Genetics, no 22,‎ 2016, e1-e4 (ISSN 1872-4973, lire en ligne, consulté le 8 septembre 2017).
- (en) Willemijn Krebbekx, Rachel Spronk et Amade M'charek, « Ethnicizing sexuality: An analysis of research practices in the Netherlands », Ethnic and Racial Studies, vol. 20, no 4,‎ 2017, p. 636-655 (ISSN 0141-9870).